# Communauté de communes du Massif de Perseigne
La communauté de communes du Massif de Perseigne est une ancienne communauté de communes française, située dans le département de la Sarthe et la région Pays de la Loire.

## Histoire
La communauté de communes du Massif de Perseigne est créée par arrêté préfectoral le 28 décembre 1995. La commune de Chassé y adhère le 1er janvier 1997. Au 1er janvier 2014, la commune de Chenay se retire pour adhérer à la communauté urbaine d'Alençon et la commune de Montigny, ne faisant alors partie d'aucune intercommunalité, rejoint la communauté de communes,.
La communauté devait fusionner le 1er janvier 2015 avec la communauté de communes du Saosnois pour former la communauté de communes du Massif de Perseigne et du Saosnois. À la même date, les communes composant la communauté de communes du Massif de Perseigne forment la commune nouvelle de Villeneuve-en-Perseigne, rendant caduque cette fusion et mettant fin à la communauté de communes du Massif de Perseigne.

## Composition
La communauté de communes regroupait six communes du canton de La Fresnaye-sur-Chédouet :
| Nom                              | Code Insee | Gentilé    | Superficie (km2) | Population (dernière pop. légale) | Densité (hab./km2) |
| -------------------------------- | ---------- | ---------- | ---------------- | --------------------------------- | ------------------ |
| La Fresnaye-sur-Chédouet (siège) | 72P02      | Fresnayons | 31,41            | 934 (2021)                        | 30                 |
| Chassé                           | 72069      | Chasséins  | 7,23             | 186 (2021)                        | 26                 |
| Lignières-la-Carelle             | 72162      | Ligniérois | 6,75             | 374 (2021)                        | 55                 |
| Montigny                         | 72207      |            | 3,85             | 22 (2021)                         | 5,7                |
| Roullée                          | 72258      | Roulléens  | 19,93            | 246 (2021)                        | 12                 |
| Saint-Rigomer-des-Bois           | 72318      | Rigomérois | 17,53            | 441 (2021)                        | 25                 |

## Administration
| Période      | Période       | Identité      | Étiquette | Qualité                           |
| ------------ | ------------- | ------------- | --------- | --------------------------------- |
| février 1996 | décembre 2014 | André Trottet | RPR/UMP   | Maire de La Fresnaye-sur-Chédouet |